# ムンバイ・セントラル-ガンディーナガル・キャピタル・ヴァンデ・バーラト急行
ムンバイ・セントラル-ガンディーナガル・キャピタル・ヴァンデ・バーラト急行（英語: Mumbai Central–Gandhinagar Capital Vande Bharat Express）は、インドの急行列車であるヴァンデ・バーラト急行の1つである。

## 概要
2022年9月30日に設定され、翌10月1日から営業運転を開始した、ヴァンデ・バーラト急行の中で3番目に登場した列車。インドの大都市・ムンバイのムンバイ中央駅とガンディーナガルのガンディーナガル・キャピタル駅の間、全長522 kmを6時間15分かけて走行する。
使用される車両は、2019年以降生産された1次車（VE1）の運用実績に基づき車内設備や加速度など各所を改良した2次車（VE2）で、この列車が初の採用例となっている。編成は16両編成である。
開通以降利用率は好調であり、2024年時点での混雑率は140 %を突破している。これを受け、混雑緩和や利便性向上を目的として2024年以降同区間を走行する2列車目となるヴァンデ・バーラト急行（アフマダーバード-ムンバイ・セントラル・ヴァンデ・バーラト急行）の運行が行われている。

2022年9月30日に実施された出発式
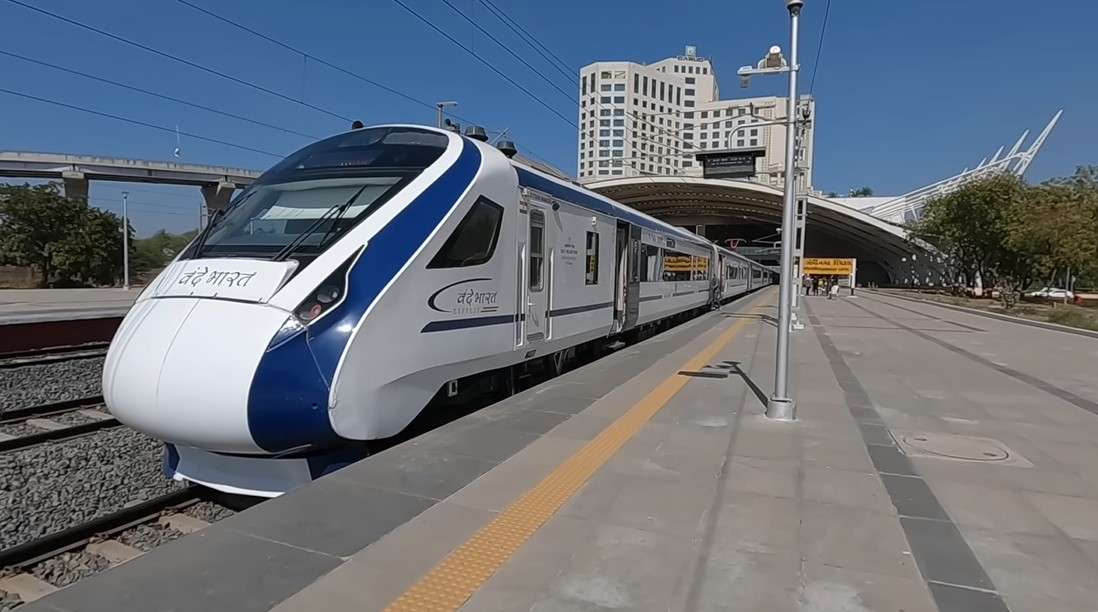
ガンディーナガル中央駅に停車する列車（2023年撮影）